# خافيير فيسر
خافيير فيسر (بالإسبانية: Javier Fesser)‏ (و. 1964  م) هو مخرج أفلام إسباني، ولد في مدريد.

## التعليم
تعلم في جامعة كمبلوتنسي بمدريد.

## جوائز وترشيحات
حصل على جوائز منها:
جوائز
- جائزة جويا لأفضل مخرج [الإنجليزية]‏ (2009)
- Goya Award for Best Original Screenplay [الإنجليزية]‏ (2009)

ترشيحات
- جائزة الأوسكار لأفضل فيلم حي قصير

ترشح لـ:
- جائزة الأوسكار لأفضل فيلم حي قصير، عن عمل: Binta and the Great Idea [الإنجليزية]‏.

## وصلات خارجية
- خافيير فيسر على موقع IMDb (الإنجليزية)
- خافيير فيسر على موقع ألو سيني (الفرنسية)
- خافيير فيسر على موقع تيرنر كلاسيك موفيز (الإنجليزية)
- خافيير فيسر على موقع أول موفي (الإنجليزية)
- خافيير فيسر على موقع قاعدة بيانات الأفلام السويدية (السويدية)
- خافيير فيسر على موقع قاعدة بيانات الفيلم (الإنجليزية)
- خافيير فيسر على موقع كينوبويسك (الروسية)